# Tomahawk (Attractiepark Slagharen)
Tomahawk is een Troika, een type spin 'n' puke attractie, in Attractiepark Slagharen.

## Geschiedenis
De attractie werd gebouwd door HUSS Park Attractions en werd door Ponypark Slagharen in gebruik genomen in 1977. Tomahawk is het Indiaanse woord voor bijl.
De attractie werd in 2005 gerenoveerd.
Afbeeldingen · Main Street